# Сентрал (Аляска)
Сентрал (англ. Central) — статистически обособленная местность в зоне переписи населения Юкон-Коюкук, штат Аляска, США.

## География
По данным Бюро переписи населения США площадь населённого пункта составляет 646,1 км², из них суша составляет 642,2 км², а водные поверхности — 3,9 км².

## Население
По данным переписи 2000 года население статистически обособленной местности составляло 134 человека. Расовый состав: коренные американцы — 7,46 %; белые — 84,33 %; азиаты — 0,75 %; представители двух и более рас — 4,48 %; представители других рас — 2,99 %. Доля лиц в возрасте младше 18 лет — 20,1 %; лиц старше 65 лет — 6,7 %. Средний возраст населения — 44 лет. На каждые 100 женщин приходится 135,1 мужчин; на каждые 100 женщин в возрасте старше 18 лет — 143,2 мужчин.
Из 67 домашних хозяйств в 14,9 % — воспитывали детей в возрасте до 18 лет, 46,3 % представляли собой совместно проживающие супружеские пары, в 1,5 % семей женщины проживали без мужей, 50,7 % не имели семьи. 43,3 % от общего числа семей на момент переписи жили самостоятельно, при этом 4,5 % составили одинокие пожилые люди в возрасте 65 лет и старше. В среднем домашнее хозяйство ведут 2,00 человек, а средний размер семьи — 2,82 человек.
Средний доход на совместное хозяйство — $36 875; средний доход на семью — $41 250.

## Достопримечательности
Сентрал является одним из контрольных пунктов в международных гонках на собачьих упряжках Юкон Квест, которые проводятся каждый февраль между Фэрбанксом и канадским Уайтхорсом.